# غرافتي
- Gravity : الالبوم الحادي عشر للفريق الأيرلندي ويستلايف أعلن عنه في 22-9-2010 ضم الالبوم بعض الأغاني التي يعبر عنها العضو الأول في الفريق شين فيلان بأنها شيء جديد بنسبة للفريق مثل أغنية I get weak و Closer و Beautiful .[1]Tonight

ولكن رغم باقة الأغاني التي ضمها الالبوم لكنه لم يحرز شيء للفرق ولذالك لانه تمركز في المرتبة الثالثة على مستوي بريطاني والأولة على مستوي أيرلند